# Балка Кочакінська
Балка Кочакінська — балка (річка) в Україні у Миколаївському районі Миколаївської області. Права притока річки Березані (басейн Чорного моря).

## Опис
Довжина балки приблизно 13,73 км, найкоротша відстань між витоком і гирлом — 12,66  км, коефіцієнт звивистості річки — 1,08 . Формується декількома безіменними струмками. В переважній більшості балка пересихає.

## Розташування
Бере початок на південно-східній стороні від села Іванівки. Тече переважно на південний схід і на північно-західній стороні від села Данилівки впадає у річку Березань, яка впадає у Березанський лиман.

## Цікаві факти
- У XIX столітті на балці існувало декілька хуторів[2].